# Cuff It
Cuff It è un singolo della cantante statunitense Beyoncé, pubblicato il 4 ottobre 2022 come secondo estratto dal settimo album in studio Renaissance. Il brano è stato riconosciuto nella categoria miglior canzone R&B alla 65ª edizione dei Grammy Awards.
Il brano ha raggiunto la 6ª posizione della statunitense Billboard Hot 100, divenendo il 21° dell'artista a esordire tra le prime dieci posizioni della classifica, 31° condiserando i singoli rilasciati come membro delle Destiny's Child; oltre a ciò è divenuto il brano con il maggior numero di settimane presenti in classifica della sua carriera, superando le 33 detenute dalla collaborazione Telephone con Lady Gaga.
 Cuff It ha ottenuto successo nelle classifiche di vendita internazionali, apparendo tra le prime dieci posizioni in australia, irlandese e neozelandese. Nella Official Singles Chart britannica Cuff It ha raggiunto la 5ª posizione, facendo ottenere alla cantante il 21º brano solista e 34º nell'intera carriera discografica a classificarsi tra le prime dieci posizioni della classifica.

## Descrizione
La canzone è stata scritta e prodotta da Beyoncé, Nova Wav, Morten Ristorp, Raphael Saadiq e The-Dream, con la collaborazione di Nile Rodgers. Contiene un'interpolazione di Ooo La La La, scritta da Allen McGrier e dalla sua interprete Teena Marie. Nile Rodgers, ricevendo il Grammy Award alla miglior canzone R&B, ha raccontato il processo creativo del brano e la nascita della collaborazione con Beyoncé:
(Nile Rodgers)
In un'intervista del 2023 a Vulture, Raphael Saadiq ha rivelato che la canzone era originariamente destinata al suo gruppo Tony! Toni! Toné!, ma decise di inviarla a Beyoncé. Saadiq ha spiegato che lei accettò il demo ma lo tenne da parte finché The-Dream non lo ha trovato, decidendo di rimaneggiarlo con la cantante:
(Raphael Saadiq)

## Accoglienza
Cuff It è stato apprezzato dalla critica specializzata, che ha esaltato l'esibizione vocale della cantante e le scelte sonore. Kyle Denis di Billboard ha scritto che nel brano risulta evidente la scelta di abbinare «una voce solista lussuriosa a imponenti cori di sottofondo» riscontrandovi «la sua caratteristica cadenza rap-cantata». Associandolo musicalmente a Work It Out, l'autore ha sottolineato che Cuff It è la canzone che meglio rappresenta Renaissance. Mankaprr Conteh di Rolling Stone trova che grazie alla canzone «Beyoncé ha raggiunto l'apice del moderno ritorno al passato». Conteh sottolinea che la canzone sia «straordinariamente collocata» nell'album poiché le sonorità funk sono «in netto ed esilarante contrasto con l'oscura musica elettronica che la precede», grazie a cui gli ascoltatori sono «trasportati in una discoteca eterea nello spazio».
Mikael Wood, recensendo l'album per il Los Angeles Times, ha definito la canzone «un'effervescente creazione da discoteca» e «una lezione vivente di storia del funk», apprezzandone sia la presenza di Nile Rodgers e di Raphael Saadiq, sia i vocalizzi «timbrati e sensuali» di Beyoncé. Anche Erica Gonzales di Elle ha riscontrato che la canzone rispecchia «una gioiosa atmosfera da discoteca», in cui la presenza di Rogders risulta «palpabile» nelle sonorità e nel testo. L'autrice ha inoltre puntualizzato che il titolo allude «a relazioni serie e a lungo termine» in contrapposizione alle sonorità e al testo più consoni «a un'eccitante avventura da single».

### Riconoscimenti di fine anno
- 1º — NME[29]
- 2º — Rolling Stone[27]
- 4º — Consequence[30]
- 6º — The Fader[31]
- 15º — Billboard[32]

## Riconoscimenti
Grammy Award
- 2023 – Miglior canzone R&B

iHeartRadio Music Awards
- 2023 – Candidatura al TikTok Bop dell'anno

NAACP Image Award
- 2023 – Miglior canzone R&B/Soul

## Tracce
Testi e musiche di Beyoncé Knowles-Carter, Denisia Andrews, Brittany Coney, Morten Ristorp, Raphael Saadiq, The-Dream, Nova Wav, Mary Brockert, Allen McGrier, Nile Rodgers e Morten Ristorp
Download digitale
1. Cuff It – 3:45
2. Cuff It (Wetter Remix) – 4:09

## Successo commerciale
La settimana successiva alla commercializzazione di Renaissance, negli Stati Uniti Cuff It ha esordito alla 13ª posizione della Billboard Hot 100 e alla 6ª posizione della Hot R&B/Hip-Hop Songs. Nella settimana terminante il 14 gennaio 2023 il brano ha raggiunto la 10ª posizione della Hot 100, divenendo la 21ª canzone solista della cantante a comparire tra le prime dieci posizioni della classifica. A seguito della vittoria ai Grammy Award e alla realizzazione del Wetter Remix del brano, Cuff It ha raggiunto la 6ª posizione della Hot 100 nella settimana terminate il 18 febbraio 2023. Successivamente, nella settimana di vendite terminata il 10 aprile 2023, Cuff It è divenendo il brano della cantante che ha trascorso più settimane nella classifica, superando la collaborazione Telephone con Lady Gaga del 2008 ferma a 33 settimane totali.
Nel Regno Unito il brano ha esordito in vetta alla Trending Chart, che tiene traccia delle canzoni più popolari sui social media nel paese, e al 14º posto della Official Singles Chart, dopo la prima settimana di commercializzazione di Renaissance. Successivamente alla sua pubblicazione come singolo, Cuff It ha raggiunto il 10º posto della classifica, divenendo il 21º brano solista e 34º nell'intera carriera discografica della cantante a classificarsi tra le prime dieci posizioni nel Paese. La settimana successiva il singolo sale alla 5º posizione, divenendo il 15º brano della cantante a raggiungere le prime cinque posizioni.

## Classifiche

### Classifiche settimanali
| Classifica (2022-23) | Posizione massima |
| -------------------- | ----------------- |
| Australia            | 8                 |
| Austria              | 48                |
| Belgio (Fiandre)     | 18                |
| Belgio (Vallonia)    | 2                 |
| Canada               | 16                |
| Danimarca            | 25                |
| Francia              | 14                |
| Germania             | 29                |
| Grecia               | 25                |
| Irlanda              | 6                 |
| Islanda              | 17                |
| Italia               | 69                |
| Lettonia             | 16                |
| Lituania             | 11                |
| Lussemburgo          | 11                |
| Nuova Zelanda        | 3                 |
| Paesi Bassi          | 20                |
| Polonia              | 83                |
| Portogallo           | 16                |
| Regno Unito          | 5                 |
| Repubblica Ceca      | 42                |
| Slovacchia           | 24                |
| Spagna               | 92                |
| Stati Uniti          | 6                 |
| Sudafrica            | 5                 |
| Svezia               | 35                |
| Svizzera             | 18                |

### Classifiche di fine anno
| Classifica (2022) | Posizione |
| ----------------- | --------- |
| Australia         | 78        |
| Belgio (Fiandre)  | 124       |
| Belgio (Vallonia) | 105       |
| Francia           | 170       |
| Paesi Bassi       | 92        |
| Regno Unito       | 89        |
| Classifica (2023) | Posizione |
| Australia         | 74        |
| Brasile           | 180       |
| Canada            | 60        |
| Francia           | 57        |
| Portogallo        | 109       |
| Regno Unito       | 43        |